# Gluey Porch Treatments
Gluey Porch Treatments es el álbum debut de la banda estadounidense de grunge The Melvins, lanzado en 1987 a través de Alchemy Records. El lanzamiento original fue en vinilo y fue reeditado en casete junto al EP Six Songs por medio de Boner Records. También aparece como material extra en la versión en CD Ozma. Las pistas del 18 a la 29 sólo están disponibles en la reedición de Ipecac Recordings de 1999.
"Steve Instant Newman" y "As It Was" son versiones actualizadas de "Disinvite" y "Easy As It Was" respectivamente, editadas en Six Songs. "Leeech" es una versión de una canción de Green River llamada "Leech". "Eye Flys" aparece en la banda sonora de la película Kurt Cobain: About a Son.

## Lista de canciones
Todas las canciones compuestas por Buzz Osborne, excepto donde se indique lo contrario.

### Cara A
| N.º | Título                     | Escritor(es)           | Duración |  |
| 1.  | «Eye Flys»                 |                        | 6:16     |  |
| 2.  | «Echo Head/Don't Piece Me» |                        | 2:51     |  |
| 3.  | «Heater Moves and Eyes»    |                        | 3:52     |  |
| 4.  | «Steve Instant Neuman»     |                        | 1:31     |  |
| 5.  | «Influence of Atmosphere»  |                        | 1:51     |  |
| 6.  | «Exact Paperbacks»         |                        | 0:43     |  |
| 7.  | «Happy Grey or Black»      |                        | 2:01     |  |
| 8.  | «Leeech»                   | Mark Arm, Steve Turner | 2:32     |  |

### Cara B
| N.º | Título                          | Duración |  |
| 1.  | «Glow God»                      | 0:51     |  |
| 2.  | «Big As a Mountain»             | 0:57     |  |
| 3.  | «Heaviness of the Load»         | 3:06     |  |
| 4.  | «Flex with You»                 | 0:54     |  |
| 5.  | «Bitten Into Sympathy»          | 1:45     |  |
| 6.  | «Gluey Porch Treatments»        | 0:48     |  |
| 7.  | «Clipping Roses»                | 0:49     |  |
| 8.  | «As Was It»                     | 2:51     |  |
| 9.  | «Over from Under the Excrement» | 4:39     |  |

### Reedición en CD de 1999
| N.º | Título                              | Duración |  |
| 18. | «Echo Head» (Demo)                  | 0:32     |  |
| 19. | «Flex with You» (Demo)              | 0:58     |  |
| 20. | «Don't Piece Me» (Demo)             | 2:20     |  |
| 21. | «Bitten Into Sympathy» (Demo)       | 1:30     |  |
| 22. | «Exact Paperbacks» (Demo)           | 0:46     |  |
| 23. | «Glow God/Big As a Mountain» (Demo) | 1:55     |  |
| 24. | «Heaviness of the Load» (Demo)      | 3:04     |  |
| 25. | «Happy Grey or Black» (Demo)        | 1:59     |  |
| 26. | «Heater Moves and Eyes» (Demo)      | 4:29     |  |
| 27. | «Gluey Porch Treatments» (Demo)     | 0:52     |  |
| 28. | «Eye Flys» (Demo)                   | 3:11     |  |
| 29. | «Clipping Roses» (Demo)             | 0:55     |  |

## Personal
The Melvins
- - Dale Crover - batería
  - Matt Lukin - bajo, voz
  - Buzz Osborne - voz, guitarra

Producción
- Carl Herlofsson - productor, mezcla
- Mark Deutrom - productor
- David Musgrove - ingeniero de sonido
- Mackie Osborne - diseño gráfico reedición de 1999